# Берёзово (Омская область)
Берёзово — деревня в Крутинском районе Омской области России. Входит в состав Китерминского сельского поселения.

## География
Деревня находится в западной части Омской области, в лесостепной зоне, в пределах Ишимской равнины, на восточном берегу озера Салтаим, на расстоянии примерно 18 километров (по прямой) к северо-востоку от посёлка городского типа Крутинка, административного центра района. Абсолютная высота — 101 метр над уровнем моря.

### Часовой пояс
Деревня Берёзово, как и вся Омская область, находится в часовой зоне МСК+3. Смещение применяемого времени относительно UTC составляет +6:00.

## Население
| 2010 |
| ---- |
| 30   |

Гендерный состав
По данным Всероссийской переписи населения 2010 года в гендерной структуре населения мужчины составляли 56,7 %, женщины — соответственно 43,3 %.
Национальный состав
Согласно результатам переписи 2002 года, в национальной структуре населения русские составляли 95 % из 63 чел.

## Улицы
Уличная сеть деревни состоит из одной улицы (ул. Лесная).